# Американская академия в Риме
Америка́нская акаде́мия в Ри́ме — научно-исследовательское и художественное учреждение, расположенное на холме Яникул в Риме. Академия является членом Совета американских зарубежных исследовательских центров (CAORC).

## История
В 1893 году группа американских архитекторов, художников и скульпторов регулярно встречалась при планировании раздела экспозиций Всемирной Колумбовой выставки 1893 года в Чикаго. Группа обсудила идею создания американской школы художников в Европе, где американские художники могли бы учиться и развивать свои навыки. Под руководством Чарльза Маккима из архитектурного бюро «МакКим, Мид и Уайт» они решили, что Рим, который они считали настоящим музеем шедевров живописи, скульптуры и архитектуры на протяжении веков, будет лучшим местом для школы. Программа началась с таких учреждений как Колумбийский и Пенсильванский университеты, которые предоставляли стипендии художникам для финансирования их поездки в Рим. В октябре 1894 года в здании «Палаццо Торлония» временно открылась Американская школа архитектуры под руководством американского архитектора и художника Остина У. Лорда, где было три человека, а также один приглашенный студент и библиотека с одним томом. В июле 1895 года программа переместилась на большую виллу Аурелия. Сдача помещения в аренду Американской школе классических исследований и Библиотеке Британского и Американского археологического общества, а также финансовые взносы Чарльза Маккима позволили школе остаться открытой.
В 1895 году Американская школа архитектуры в Риме была зарегистрирована в штате Нью-Йорк, и было выпущено 10 акций. Несмотря на усилия по сбору средств для Американской школы классических исследований, организация испытывала финансовые трудности. Макким компенсировал финансовые потери своими личными средствами. Эта борьба заставит Американскую школу архитектуры провести реструктуризацию и основать свою программу во Французской академии. В июне 1897 года учреждение распалось и образовало Американскую академию в Риме. Среди его учредителей был ирландский бизнесмен Чарльз Мур.
Академия внесла законопроекты в Конгресс США, чтобы сделать его «национальным учреждением», и это имело успех. Был сформировали фонд, который собрал более миллиона долларов, назначив тех, кто пожертвовал более 100000 долларов, в качестве учредителей. Среди таких учредителей: Чарльз Макким, Гарвардский колледж, Корпорация Карнеги, Дж. П. Морган, Дж. П. Морган-младший, Джон Д. Рокфеллер-младший, Фонд Рокфеллера, Уильям К. Вандербильт, Генри Уолтерс и другие. С тех пор Американская академия всегда финансировалась преимущественно из частных источников. Сегодня финансирование поступает также за счет частных пожертвований, а также грантов Национального фонда искусств и Национального фонда гуманитарных наук.
В 1912 году Американская школа классических исследований в Риме объединилась с Академией, в результате чего Академия получила два направления: одно — изобразительное искусство, а второе — классические исследования. Женщины были частью Школы классических исследований, но им не разрешалось участвовать в Школе изобразительных искусств до окончания Второй мировой войны. С 1914 года Иосиф Бродский, Аарон Копленд, Надин Гордимер, Мэри Маккарти, Филип Густон, Фрэнк Стелла, Уильям Стайрон, Майкл Грейвс, Роберт Вентури, Роберт Пенн Уоррен, Оскар Ихуэлос и Элизабет Мюррей, среди прочих, приходили в Академию за вдохновением. Справочник столетия Американской академии в Риме задокументировал жизни и карьеры почти 1400 членов и резидентов Академии с момента основания Академии в 1894 году до её столетия в 1994 году.
С 1970 по 1973 год директором Академии был искусствовед Бартлетт Х. Хейс-младший. Классик Джон Х. Д’Армс был одновременно директором Американской академии и профессором её Школы классических исследований с 1977 по 1980 год. В период с 1980 по 1984 год директор Софи Консагра укрепила связи Академии с римской общиной и итальянским правительством. Находясь на посту президента с 1988 по 2013 год, Адель Чатфилд-Тейлор помогла восстановить здание Академии «МакКим, Мид и Уайт» за 8,2 миллиона долларов и руководила кампанией по капиталу, в результате которой пожертвования учреждения выросли до 100 миллионов долларов. Она также привлекла Алиса Уотерс к созданию Римского проекта питания, в рамках которого шеф-повара из Соединенных Штатов знакомятся с итальянскими традициями питания и готовят для гостей Академии. С 2010 по 2014 год директором Академии был Кристофер Селенца. Его сменила Кимберли Боуз. Марк Роббинс (научный сотрудник 1997 г.) стал президентом и главным исполнительным директором Академии в январе 2014 года.

## Программы
Академия служит «домом» для американских ученых и художников, удостоенных Римской премии. Ежегодно присуждаемая до 30 (15 художников и 15 ученых) из более чем 1000 претендентов, Римская премия присуждается за работу в следующих областях: антиковедение, древний мир, средние века, современная культура Италии, архитектура, дизайн, охрана памятников истории и культуры, художественное наследие, ландшафтная архитектура, музыкальная композиция, изобразительное искусство и литература. Римская премия включает в себя стажировку в Академии от шести месяцев до двух лет; стипендия (16 000 долларов на шестимесячную стипендию и 28 000 долларов на годичную стипендию); и рабочее и жилое пространство в кампусе площадью 11 акров. Помимо стипендиатов Римской премии, приезжие ученые и художники живут и/или работают в Академии.

## Сайт
Академия размещается в нескольких зданиях. Главное здание было спроектировано фирмой «МакКим, Мид и Уайт» и открыто в 1914 году. Под полом цокольного этажа главного здания находится часть античного водопровода (акведук) «Траяна», открытого в 1912—1913 гг. Во внутреннем дворе есть фонтан, спроектированный скульптором Полом Мэншипом. Лауреат премии Дрихауса 2011 года и архитектор новой классики Майкл Грейвс спроектировал библиотеку редких книг в 1996 году.
Академии также принадлежит вилла Аурелия, загородное поместье, построенное для кардинала Джироламо Фарнезе в 1650 году. Здание служило штаб-квартирой Джузеппе Гарибальди во время французской осады Рима в 1849 году. Вилла была сильно повреждена во время штурма, но была восстановлена. Затем она была куплена Кларой Джессап Хейланд, которая умерла в 1909 году, завещав виллу Академии.

## Археология
Часть акведука «Траяна» и руины водяных мельниц, питаемых акведуком, находятся на территории Академии. С III по VI век н. э. акведук «Траяна» доставлял воду для работы ряда водяных мельниц, используемых для измельчения зерна в муку для изготовления хлеба, самого важного элемента римской диеты. Древнему Риму приходилось импортировать большое количество зерна из Египта, Северной Африки и Сицилии, чтобы прокормить свое население, которое на пике своего развития составляло около миллиона человек. Мельницы на холме Яникул и на месте Академии были вторым по величине комплексом водяных мельниц, известных в древнем мире. Обеспечение жителей Рима хлебом называлось Cura Annonae («забота о снабжении зерном»). Акведук и водяные мельницы были раскопаны в 1990-х годах.